# Kilema Kaskazini
Kilema Kaskazini ist ein Verwaltungsbezirk (Ward) des Distrikts Moshi in der tansanischen Region Kilimandscharo.

## Geografie
Kilema Kaskazini liegt im Nordosten von Tansania etwa 15 Kilometer Luftlinie nordöstlich der Regionshauptstadt Moshi. Der Bezirk steigt am Südhang des Kilimandscharo von 1500 im Süden auf 2000 Meter Seehöhe im Norden an. Er grenzt im Norden an Mengeni des Distrikts Rombo, im Osten an Marangu Magharibi, im Süden an Kilema Kati und im Westen an Kirua Vunjo Magharibi.
Im Durchschnitt fallen 1500 bis 2000 Millimeter Regen im Jahr bei einer Durchschnittstemperatur von 19,0 Grad Celsius.
Bei der Volkszählung 2022 lebten 7785 Menschen in 2035 Haushalten auf einer Fläche von 11,6 Quadratkilometern.

## Gliederung
Der Bezirk besteht aus vier Gemeinden (Mtaa) mit 15 Orten (Kitongoji):
| Ruwa - Kilay - Kirumuni - Mengeni | Makami Juu - Mkuu - Mamrecha - Ngumeni - Kilowa - Mamboyeni - Sango | Kyou - Mosheni - Kyou Kati - Kyou Kusini | Makami Chini - Marimasi - Kiseneni - Sango |

## Wirtschaft und Infrastruktur
- Landwirtschaft: Landwirtschaft wird in für diese Gegend typischen Hausgärten betrieben. Sie bestehen aus Haus, Ackerland und Stall, wobei das Grundstück von einer Hecke umgeben ist. Angebaut werden überwiegend Bananen, Kaffee, Mais und Gras als Viehfutter. An Nutztieren werden Rinder, Ziegen und Schafe gehalten.[9]
- Bildung: Von den vier weiterführenden Schulen des Bezirks sind zwei staatlich und zwei werden von der römisch-katholischen Kirche geführt.[10] Die beiden staatlichen Ifati Secondary School[11] und Rukima Secondary School[12] sowie die private Lombeta Secondary School[13] bieten Mädchen und Burschen eine Ausbildung bis zur. 4. Stufe an. Diese unterhält seit 2001 eine Partnerschaft mit der Holy Rood RC High School in Edinburgh.[14] Das Seminar Maua wurde 1970 von Schweizer Franziskanern gegründet und bietet seit 1981 auch eine Ausbildung zum „advanced level“ an.[15]
- Gesundheit: In der Gemeinde Kyou befindet sich eine private Apotheke.[16]